# Middle of the Road (Radioformat)
Middle of the Road (MOR) ist ein kommerzielles Hörfunkformat, das einst vor allem in den USA dominierend war. Das Programm zeichnet sich hauptsächlich durch populäre, sehr melodische Musik aus, die in Kombination mit einer sachlichen und freundlichen Moderation vorwiegend Menschen über 65 Jahren erreicht. Die Sender werden meist von kleineren Full-Service-Stationen betrieben und liefern somit ein breites Spektrum an Nachrichten, vielseitigen Informationen und Diskussionen zu lokalen Themen. Die größte Konkurrenz stellen die Formate Adult Contemporary und News/Talk dar.

## Musik-Programm
Musikalisch soll ein Massenpublikum im Alter von etwa 35 bis 59 Jahren angesprochen werden. Die meist internationalen Musik-Titel sind vielen unterschiedlichen Genres wie Jazz, Pop, Rock, Big-Band, Nonrock-Standards und Orchesterarrangements zuzuordnen und typischerweise weder sehr alt noch aktuell. Ein fester Bestandteil sind Vocal-Harmony-Techniken sowie Jingles, die mit kurzen Tonfolgen oder Melodien einen hohen Wiedererkennungswert aufweisen. Zu den bekanntesten Künstlern gehören u. a. Patti Page, Frank Sinatra, Perry Como, Andy Williams und The Lennon Sisters.

## Zuhörerschaft
Die größte Reichweite erzielen MOR-Formate bei sozial gebildeten Personen im Alterssegment ab 65 Jahren. Eine führende Rolle spielen neben der Musikwahl hauptsächlich der hohe Informationsgehalt und die freundschaftliche Sprechweise der Moderatoren, durch die ein hoher Identifikationsfaktor für die Zuhörer geschaffen wird.

## Sender in Deutschland (Auswahl)
- Extra Radio (Hof/Saale)
- Radio 8 (Ansbach)
- Radio Antenne Franken (Bamberg)
- Radio Bremen 3
- Radio Chiemgau
- Radio Donau 1 (Neu-Ulm)
- Radio EINS
- Radio Eurohertz
- Radio F
- Radio PRIMA 1 (Memmingen)
- Radio RSA (Kempten)
- Radio Inn-Salzach-Welle
- Radio RT 1 Nordschwaben
- Schwarzwaldradio
- SDR 1
- Seefunk Radio (Konstanz)[6]